# レボガング・フィリ
レボガング・フィリ（Lebogang Lelani Phiri，1994年11月9日 - ）は、南アフリカ共和国・ヨハネスブルグ出身のサッカー選手。ポジションはミッドフィールダー。チャイクル・リゼスポル所属。南アフリカ共和国代表。

## 経歴
2013年6月28日、デンマーク・スーペルリーガのブレンビーIFと4年契約を結んだ。
2017年5月30日、EAギャンガンと4年契約を結んだ。自身初の5大リーグに挑戦した。